# Bradenton Beach
Bradenton Beach ist eine Stadt im Manatee County im US-Bundesstaat Florida.  Das U.S. Census Bureau hat bei der Volkszählung 2020 eine Einwohnerzahl von 908 ermittelt. 

## Geographie
Bradenton Beach liegt auf der Barriereinsel Anna Maria Island am Golf von Mexiko und grenzt an die Städte Holmes Beach (im Norden) und Longboat Key (im Süden). Die Stadt liegt rund 10 km westlich von Bradenton sowie etwa 80 km südlich von Tampa.

## Demographische Daten
Laut der Volkszählung 2010 verteilten sich die damaligen 1171 Einwohner auf 1849 Haushalte, davon sind die meisten als Zweitwohnsitz genutzte Ferienwohnungen. Die Bevölkerungsdichte lag bei 836,4 Einw./km². 95,8 % der Bevölkerung bezeichneten sich als Weiße, 1,5 % als Afroamerikaner, 0,5 % als Indianer und 0,9 % als Asian Americans. 1,4 % gaben die Angehörigkeit zu mehreren Ethnien an. 2,7 % der Bevölkerung bestand aus Hispanics oder Latinos.
Im Jahr 2010 lebten in 10,9 % aller Haushalte Kinder unter 18 Jahren sowie 47,7 % aller Haushalte Personen mit mindestens 65 Jahren. 51,6 % der Haushalte waren Familienhaushalte (bestehend aus verheirateten Paaren mit oder ohne Nachkommen bzw. einem Elternteil mit Nachkomme). Die durchschnittliche Größe eines Haushalts lag bei 1,89 Personen und die durchschnittliche Familiengröße bei 2,34 Personen.
10,8 % der Bevölkerung waren jünger als 20 Jahre, 12,8 % waren 20 bis 39 Jahre alt, 28,1 % waren 40 bis 59 Jahre alt und 47,3 % waren mindestens 60 Jahre alt. Das mittlere Alter betrug 59 Jahre. 49,6 % der Bevölkerung waren männlich und 50,4 % weiblich.
Das durchschnittliche Jahreseinkommen lag bei 36.875 $, dabei lebten 18,2 % der Bevölkerung unter der Armutsgrenze.
Im Jahr 2000 war Englisch die Muttersprache von 100 % der Bevölkerung.

## Sehenswürdigkeiten
Am 6. Dezember 2005 wurde die Regina Shipwreck Site in das National Register of Historic Places eingetragen.

## Verkehr
Bradenton Beach wird von den Florida State Roads 684 und 789 durchquert. Der nächste Flughafen ist der Sarasota–Bradenton International Airport (rund 20 km südöstlich).

## Kriminalität
Die Kriminalitätsrate lag im Jahr 2010 mit 57 Punkten (US-Durchschnitt: 266 Punkte) im niedrigen Bereich. Es gab einen Raubüberfall, eine Körperverletzung, sechs Einbrüche, 26 Diebstähle und einen Autodiebstahl.